# Vendelské období

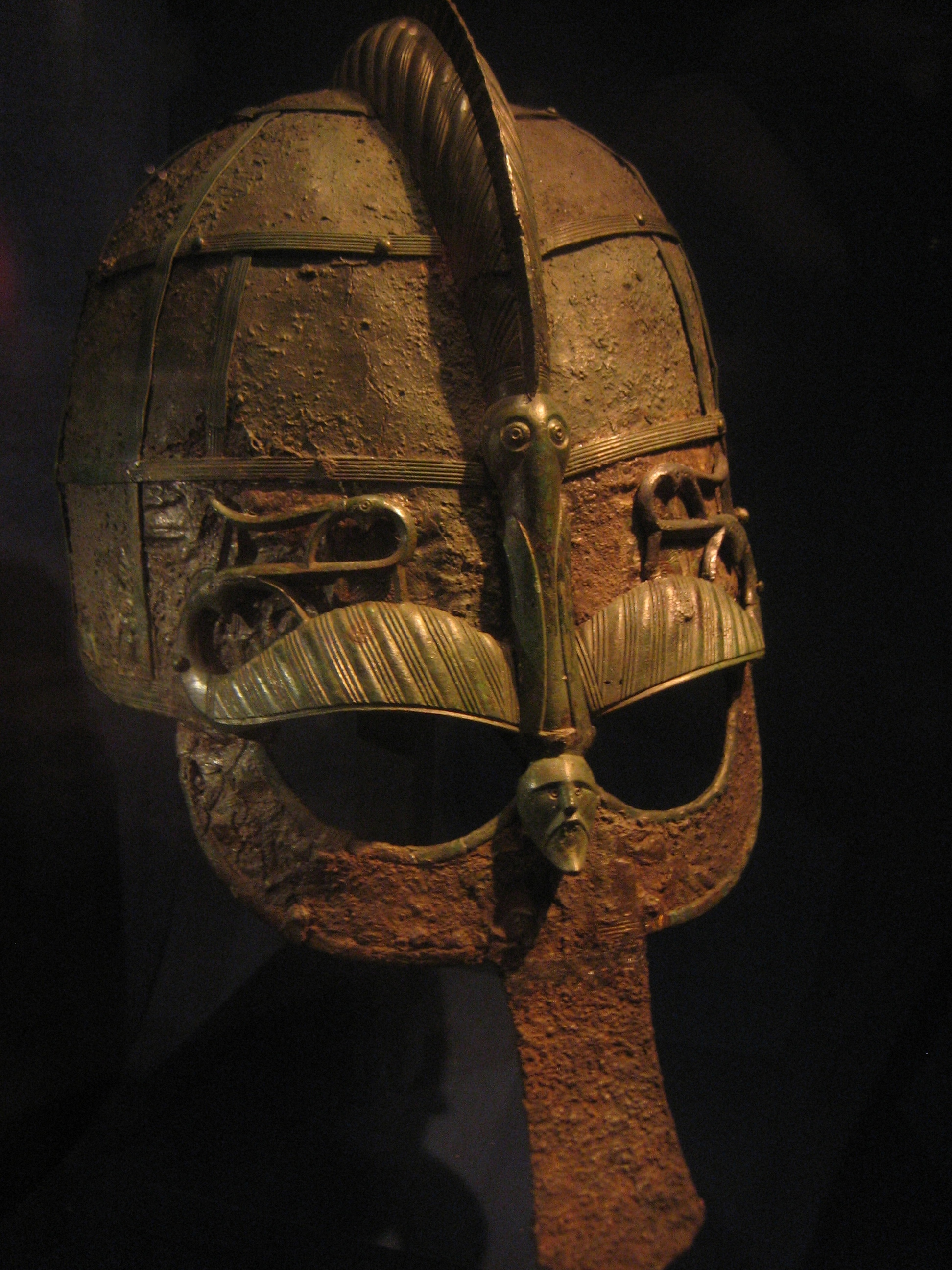
Helma z pohřební lodě z Vendelu, 7. století

Vendelské období, švédsky Vendeltiden, je v dějinách Skandinávie, především Švédska, etapa mezi stěhováním národů a dobou vikinskou, tedy zhruba mezi roky 550 a 750. V této době došlo v této oblasti k výrazným společenským a materiálním změnám, vzniku centralizované moci a byl položen základ pozdějšímu švédskému, dánskému a norskému království. K nejvýznamnějším mocenským centrům patřilo dánské Lejre, norské Borre a švédské Uppåkra a Gamla Uppsala. Vznikala také obchodní a řemeslná centra, jako například dánské Ribe a Hedeby, norský Kaupang nebo švédská Birka a Åhus, byl vybudován val Danevirke a Kanhavský kanál na Samsø. Skandinávci, především Švédové z Upplandu a Gotlandu na konci tohoto období, v 8. století, pronikly také do Pobaltí, kolonisté založili například osadu na místě lotyšské Grobiņy a polského Elblągu, a do oblasti Ladožského a Oněžského jezera. Taktéž se prohloubily kontakty se Sámy, Anglové a Jutové z dánské pevniny migrovali do Británie a obyvatelé Skandinávie se počali seznamovat se západoevropskou kulturou, především s Franckou říší ovládanou Merovejci. Je možné že proměna severské společnosti v této době, především vznik válečnických elit, souvisel s pádem západořímské říše a vzniklou potřebou silné vojenské moci.
Počátek doby vendelské lze klást na konec období stěhování národů. V té době se počala skandinávská společnost více hierarchizovat a došlo k vzniku válečnické aristokratické vrstvy. Moc začala být centralizována, což se na materiální úrovni projevilo stavbou hodovních síní, které byly pokračováním starších dlouhých domů. V těch jarlové ubytovávali svůj dvůr, pořádali hostiny a prováděli náboženské obřady. Kromě vývoje ve v mocenské a válečné sféře se rozvíjela také řemesla, především výroba zlatých a bronzových artefaktů. Vendelská doba je tak chápána jako „zlatý věk“, zatímco pro dobu vikinskou bylo typické spíše stříbro. Taktéž severské básnictví má kořeny v této době, královské a legendární ságy nebo například Béowulf, nejspíše odráží, přes svůj pozdější původ, reálie tohoto věku.
Období je pojmenováno podle archeologického naleziště ve švédské vesnici Vendel, v dánském prostředí se namísto toho hovoří o „germánské mladší době železné“, v norském o době merovejské.

## Galerie

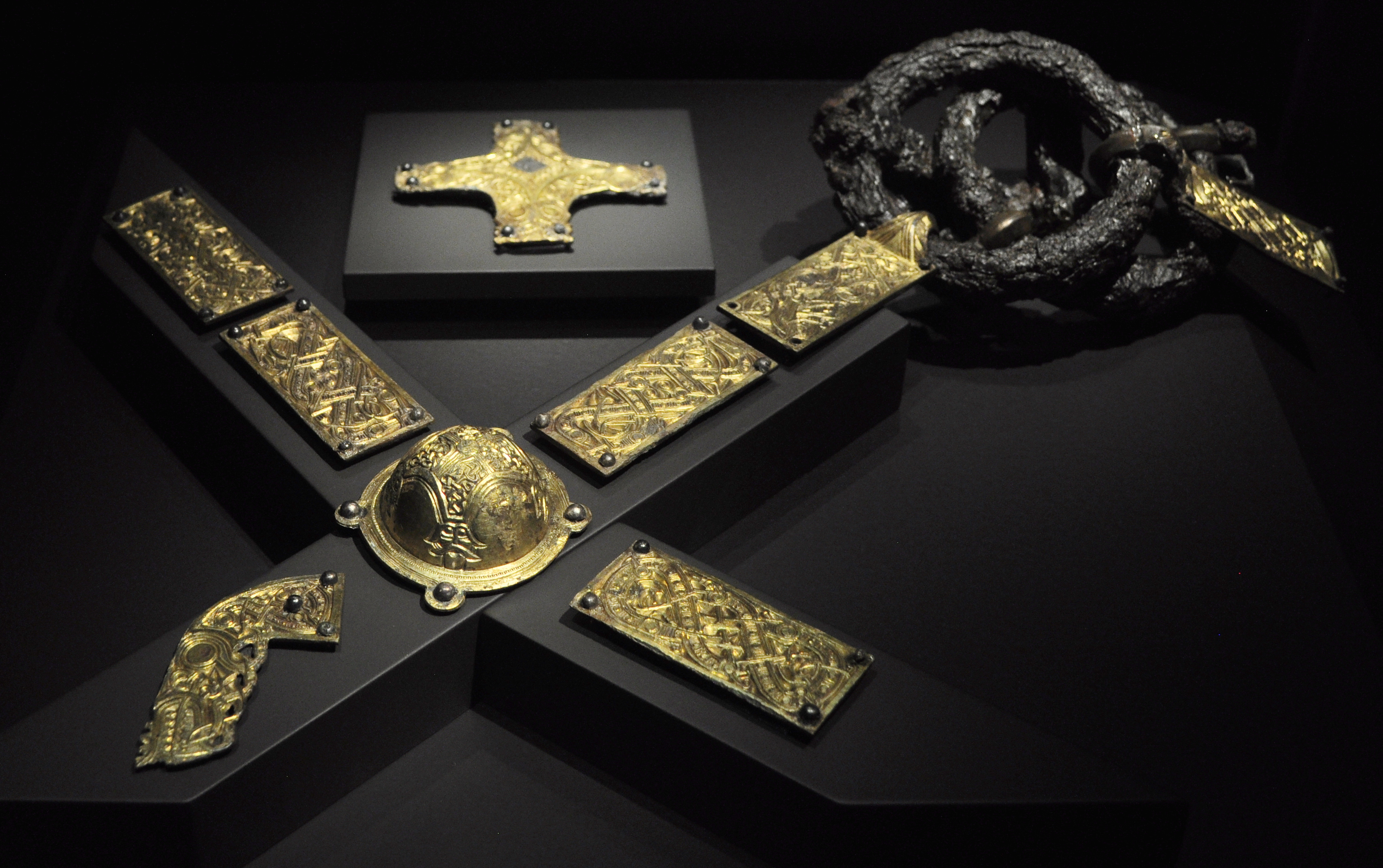
Zlacení z koňského postroje z pohřebních lodí z Valsgärde, 6-7. století
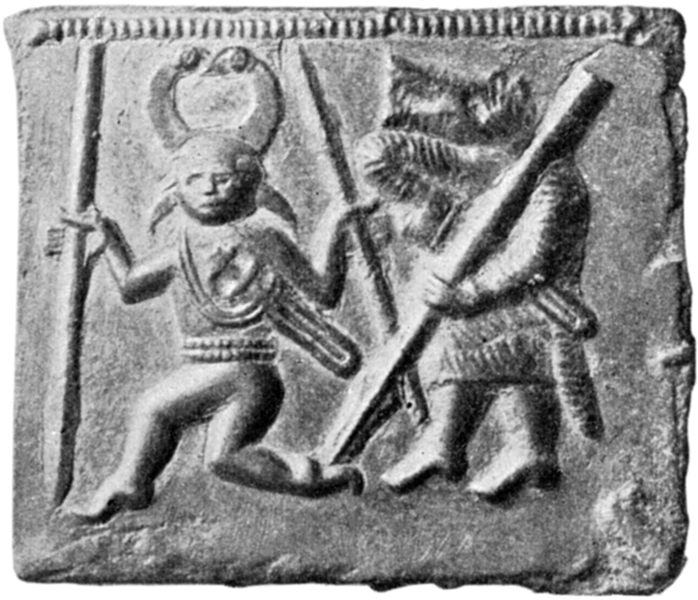
Jeden z bronzových plátů z Torslundy, snad zobrazující berserka a Ódina, 6. - 8. století
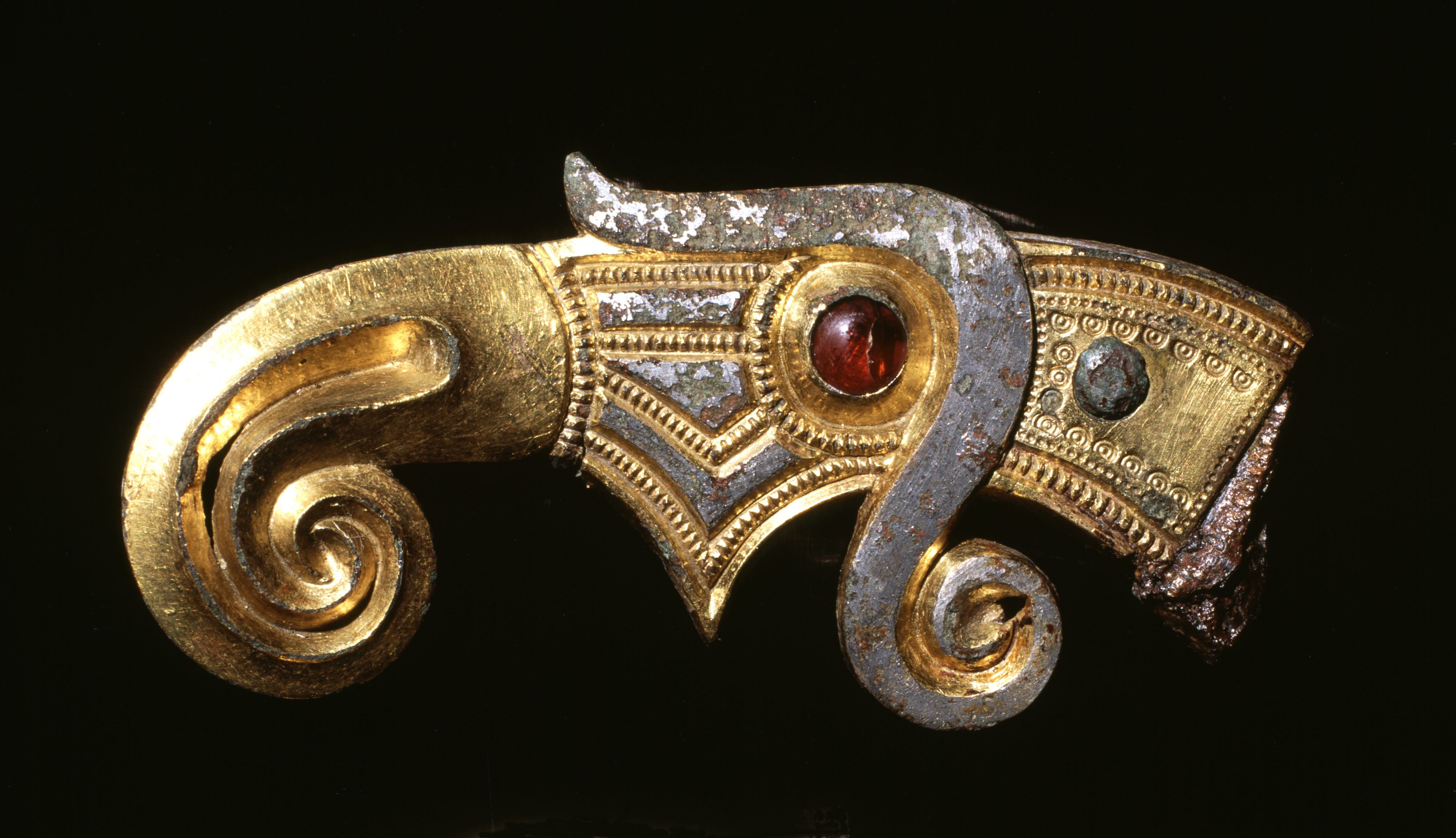
Ozdoba ve tvaru ptačí hlavy z pokladu z farmy Åker, Hedmarken, Norsko, konec 6. století
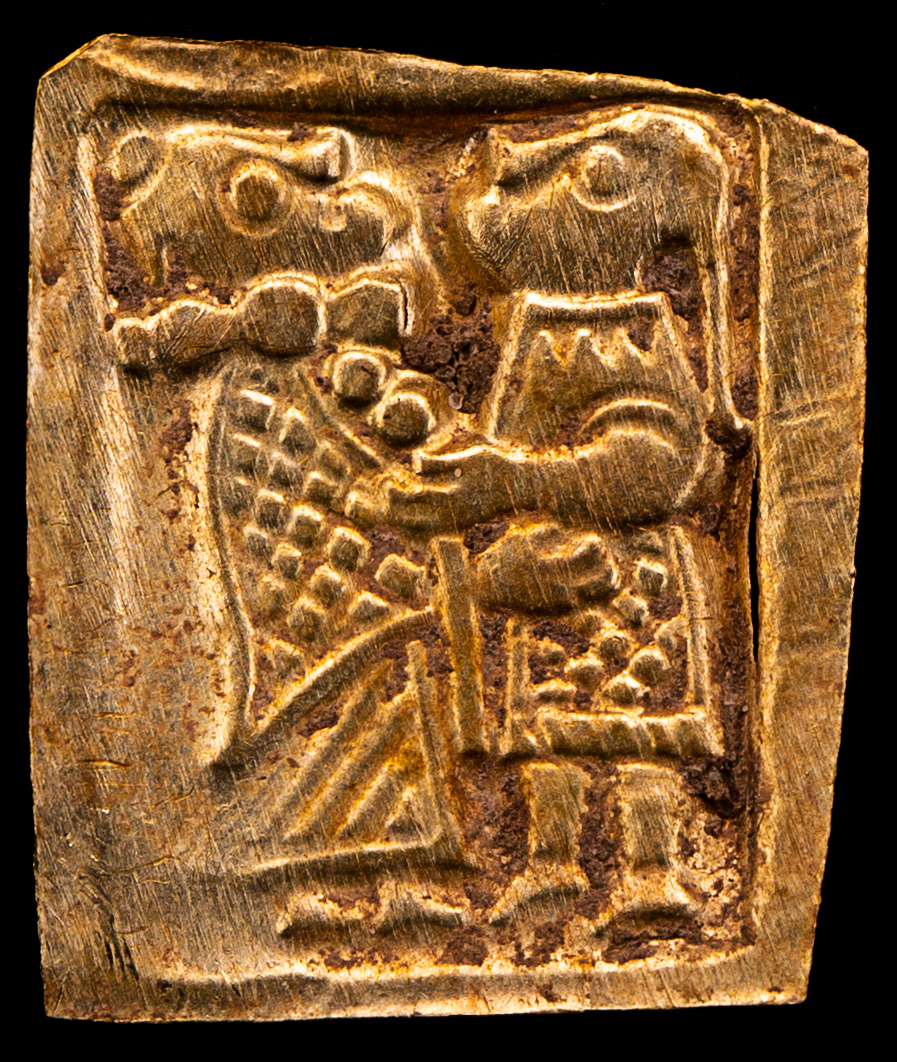
Zlatá fólie, Hagebyhöga, Švédsko, cca 700